# Stjepan Babonić
Stjepan Babonić (? – Čazma, 10. kolovoza 1247.), zagrebački biskup (1225. – 1247.) i splitski nadbiskup (1242. – 1243.). Pretpostavka da je bio izdanak velikaškog roda Babonića, koju je iznio Ivan Kukuljević-Sakcinski nije potvrđena.

## Životopis
Vjeruje se da je studirao u Francuskoj, da bi 1224. godine preuzeo službu kancelara na dvoru kralja Andrije II. Već sljedeće godine imenovan je za zagrebačkog biskupa. Godine 1232. osnovao je čazmanski Kaptol i uz njega naselje Novu Čazmu.
Namjeravao je ujediniti zagrebačku biskupiju sa Splitskom nadbiskupijom i tim činom postati nadbiskupom i primasom Dalmacije i cijele Hrvatske, no premda je uspio biti izabran za splitskog nadbiskupa, morao se pod pritiskom ugarskih prelata odreći tog naslova 1243. godine.